# 單旋側台塔小斜方截半二十面體欠二側台塔
單旋側台塔小斜方截半二十面體欠二側台塔（英文：Gyrate bidiminished rhombicosidodecahedron）是Johnson多面體中的基本立體之一（J82）。這92種Johnson立體最早在1966年由諾曼·詹森命名並予以觀察描述。

## 外部連結
- 埃里克·韦斯坦因. . MathWorld.
- 埃里克·韦斯坦因. . MathWorld.